# Bundesstraße 317
Pour les articles homonymes, voir Route 317.
La Bundesstraße 317 est une Bundesstraße du Land de Bade-Wurtemberg.

## Géographie
La route commence à Weil am Rhein, non loin du triangle frontalier entre la France, la Suisse et l'Allemagne. Sur un court tronçon, il traverse le territoire suisse en tant que « route hors taxes ». À partir de Lörrach, la route va dans une direction nord-est et monte abruptement de Todtnau, d'abord dans la vallée de la Wiese et mène directement au-dessus de la source de la Wiese sur le col du Feldberg. Elle s'arrête à Titisee-Neustadt.
D'un point de vue juridique, une partie de la Bundesstraße est la route d'embranchement Am Seebuck, qui bifurque vers le nord au col du Feldberg et continue en montée jusqu'à l'hôtel Feldberger Hof et la première station de la Feldbergbahn. Dans le cadre de la construction d'un rond-point en contrebas de l'hôtel et d'une nouvelle allée menant au grand parking pour touristes d'un jour, seuls les 160 derniers mètres de cette route à l'origine de 856 m de long sont reconvertis en route municipale et donc les travaux furent transférés à la construction travaux de la commune de Feldberg. Ainsi le point le plus élevé de la B 317 n'est pas au col, mais au rond-point précité.
La Bundesstrasse continue vers Bärental, quartier de Feldberg, où elle traverse la Dreiseenbahn (la voie normale la plus élevée d'Allemagne) directement à son sommet, puis continue en descente jusqu'au Titisee, où elle rejoint la B 31 dans la zone urbaine domaine de Titisee -Neustadt.
Hormis le tunnel de 388 m de long sur la section de la Zollfreistraße près de Riehen, la B 317 n'a que des tunnels à deux endroits. Le tunnel de Langenfirst près de Schopfheim mesure 270 m de long et est achevé en 1994. Le tunnel de Zell près de Zell im Wiesental, mis en service en 1995, mesure 185 m de long.

## Histoire
La numérotation de la Reichsstraße 317 a lieu en 1936 dans la deuxième phase de la numérotation des Reichsstraße. Après que l'Alsace fut placée sous administration civile par la Troisième Reich en 1940 pendant la Seconde Guerre mondiale, la route de Weil am Rhein traverse Huningue, Ferrette, où l'ancienne Reichsstraße 396 convergeait, et Courtavon puis va à la frontière suisse à Porrentruy.
Pendant des décennies, la connexion directe de Lörrach aux limites de la ville de Weil est interrompue par un tronçon manquant de 738 m de long. Après une longue bataille juridique et sept ans de construction, la Zollfreie est ouverte en 2013.

## Source
- (de) Cet article est partiellement ou en totalité issu de l’article de Wikipédia en allemand intitulé « Bundesstraße 317 » (voir la liste des auteurs).

1. ↑  (de) « Die Bundes- und Reichsstraßen in Deutschland - Nr. 166 bis 327 » [archive du 18 février 2009], sur home.arcor.de (consulté le 16 juillet 2025)